# Crisi dei missili di Cipro
La crisi dei missili di Cipro è stata una situazione di tensione politica e di rapida escalation tra la Repubblica di Cipro e la Repubblica di Turchia tra l'inizio del 1997 e la fine del 1998. Lo scontro è stato innescato dai piani ciprioti di installare due siti missilistici di difesa aerea S-300 di fabbricazione russa sul suo territorio, inducendo la Turchia a minacciare un attacco o addirittura una guerra totale se i missili non fossero stati restituiti alla Russia. L'accordo sui missili con la Russia ha rappresentato il primo serio tentativo del governo di Cipro di costruire un sistema di difesa aerea credibile dopo tutti gli anni di superiorità aerea turca. La crisi si è conclusa in modo effettivo nel dicembre 1998 con la decisione del governo greco-cipriota di trasferire gli S-300 a favore dell'Aeronautica ellenica in cambio di armi alternative dalla Grecia. La crisi ha anche portato al crollo del governo di coalizione di Cipro. L'aeronautica ellenica ha installato il sistema sull'isola di Creta e al 2021 gli S-300 operano ancora in loco.

## Contesto
Il sistema S-300 fu completato nel 1978. È progettato per difendersi da attacchi aerei a corto e medio raggio. A suo tempo era considerato uno dei più potenti sistemi di difesa aerea del mondo. La Russia ha venduto il sistema S-300 a 20 paesi.
La crisi di Imia nel Mar Egeo scoppiò egli ultimi giorni del 1995 e raggiunse il suo apice nel gennaio 1996. Non riuscendo a fermare i voli dell'aeronautica turca, la Grecia concluse che le vendite proporzionali di armi statunitensi effettuate ad entrambi i paesi non potevano soddisfare le esigenze greche. Il primo passo compiuto in questo senso nel 1996 fu quello di firmare un accordo con la Russia per l'acquisto del sistema di difesa aerea S-300 da dispiegare a Cipro.
A partire dal 1995, il governo cipriota avrebbe iniziato a concettualizzare e pianificare una soluzione di difesa aerea integrata per difendere lo spazio aereo della Repubblica di Cipro, che, secondo i resoconti della stampa locale, subiva violazioni dello spazio aereo quasi quotidiane da parte dell'aeronautica turca, probabilmente consentite dallo stato turco-cipriota del nord, de facto indipendente, la cui piena sovranità è rivendicata da Cipro. Inoltre, la corrente vendita di razzi di artiglieria a lungo raggio ATACMS israeliani alla Turchia fu percepita come una minaccia dai greco-ciprioti, che evidentemente stabilirono che non avevano mezzi di difesa se le armi fossero state sparate dalla costa meridionale turca nelle aree oltre Cipro del Nord.
Il 3 gennaio 1997, una fonte anonima della difesa fece trapelare informazioni ai media ciprioti riguardo all'acquisto di missili terra-aria di fabbricazione russa, una storia ripresa tra l'altro da Reuters, la Cyprus News Agency, e altri. La fuga di notizie riportava che la data per la conclusione della vendita tra Russia e Cipro per i sistemi missilistici terra-aria sarebbe stata il 4 gennaio 1997.
Il 5 gennaio 1997, il ministro degli Esteri di Cipro, Alekos Michaelides, annunciò ai media mondiali che il governo aveva acquisito una capacità di difesa aerea sotto forma di missili di difesa aerea S-300 di fabbricazione russa e con radar associati. Sul punto, i dettagli furono mantenuti vaghi e i media colsero le voci che spaziavano dal numero dichiarato di missili e capacità ad affermazioni molto diverse sul prezzo per l'acquisto.
Lo stesso giorno, un portavoce del governo, Yiannakis Cassoulides, rilasciò una dichiarazione in cui rimarcò che il governo di Cipro aveva il diritto legittimo di migliorare le sue "capacità di difesa" e affermò anche che l'acquisto di armi era "proporzionale" all'accumulo militare turco nel nord dell'isola. Allo stesso tempo, venne riportato in Turchia dal ministro della Difesa turco Turhan Tayan di aver affermato che l'azione "avrebbe minacciato la pace nella regione".
Anche la principale agenzia di esportazione della difesa russa, Rosvooruzheniye, aggiunse il suo commento alla frenesia mediatica quando il suo portavoce Valery Pogrebenkov dichiarò che la vendita di missili S-300 a Cipro non avrebbe influito negativamente sull'equilibrio di potere nella regione, poiché le armi erano "puramente difensive".

## Capacità missilistica cipriota S-300

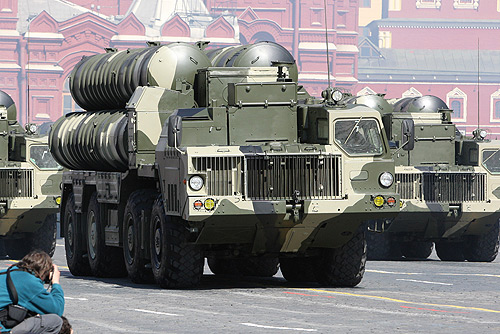
Sistemi S-300 simili a quelli venduti a Cipro

Sebbene non siano mai stati rivelati pubblicamente nei dettagli esatti e ampiamente dibattuti, molti osservatori concordarono sul fatto che il governo cipriota avesse acquisito i due sistemi di S-300PMU-1, ciascuno composto da almeno un radar di allerta precoce e battle management 64N6E (BIG BIRD D) e un minimo di 16 lanciatori quadrupli 5P85TE trainati e 75 missili 48N6. I missili avrebbero avuto una gittata massima di 150 km. Altre apparecchiature probabilmente fornite durante l'acquisto, basate sulla pratica di dispiegamento standard per questo tipo di armamento, avrebbero incluso il sistema di comando e controllo 83M6E, nonché l'infrastruttura radar di supporto e i veicoli di supporto mobili.
La prova principale di tale capacità di combattimento venne dalla graduale divulgazione ai media delle capacità dell'S-300PMU-1 a Creta dopo il dispiegamento delle armi nell'isola greca nel 1998. Inoltre, la fotografia digitale aerea e satellitare, permise ad osservatori indipendenti di suggerire che almeno tre nuove strutture militari fossero state costruite appositamente a Cipro per il dispiegamento degli S-300 (due siti per le batterie missilistiche e un sito di montagna per il pacchetto radar 64N6E). Secondo alcuni di questi osservatori, il sito radar e uno dei siti missilistici furono installati in posizioni fortemente fortificate sul lato settentrionale del Monte Olimpo, la montagna più grande dei Monti Troodos. Inoltre, si affermava che esistesse un secondo sito missilistico fortificato vicino Droushia, un villaggio costiero nell'estremo ovest dell'isola.

## Reazione turca
L'11 gennaio 1997, fonti dei media cipriote e statunitensi riferirono che la Turchia aveva apertamente minacciato un attacco preventivo per impedire l'arrivo dei missili o una vera guerra a Cipro in risposta all'arrivo dei missili. Inoltre, minacciò un blocco di Cipro dalla Turchia.
La Turchia affermò anche che avrebbe potuto occupare Varosha, una località turistica abbandonata all'interno della zona cuscinetto di Cipro se il governo cipriota non si fosse tirato indietro. Il presidente turco-cipriota Rauf Denktaş minacciò di impadronirsi di Varosha, un'area contesa di Famagosta, rimasta sigillata dall'invasione turca di Cipro del 1974. La maggior parte delle proprietà a Varosha è dei greco-ciprioti.
Le forze armate turche, quando fu annunciato l'acquisto dell'S-300, ottennero da Israele i missili superficie-superficie, che potevano essere utilizzati in un'operazione militare per distruggere gli S-300 se fossero stati installati sull'isola. Inoltre, secondo i media turchi e l'agenzia di intelligence di altri paesi, i piloti turchi con i loro F-16 furono inviati nella regione israeliana del Negev per essere addestrati su come distruggere gli S-300. Secondo i rapporti radio israeliani, i piloti turchi furono addestrati solo su come eludere gli S-300, non su come distruggerli. L'ambasciata israeliana ad Atene negò tutte le notizie.
Nel novembre 1997, le forze armate turche svolsero un'esercitazione militare a Cipro del Nord, dove distrussero missili fittizi S-300 per prepararsi alle operazioni contro i missili veri su Cipro.

## Controreazioni cipriote, greche e russe
Il governo cipriota protestò contro le minacce turche alle Nazioni Unite e affermò il suo diritto all'autodifesa e alla necessità di un'efficace deterrenza. Inoltre, il presidente di Cipro Glafcos Clerides affermò che i missili sarebbero stati dispiegati sull'isola ma utilizzati solo a scopo difensivo. Inoltre, le forze armate cipriote furono predisposte nel loro più alto stato di allerta e mobilitazione dall'invasione dell'isola da parte della Turchia nel 1974.
Tra gennaio e giugno 1997, secondo quanto riferito, la Grecia aumentò la disponibilità dell'aeronautica ellenica e le risorse della marina ellenica posizionate più vicine a Cipro e si mosse per sostenere tacitamente la posizione cipriota che i missili erano progettati solo a scopo difensivo. La situazione fu poi aggravata, questa volta dalla decisione greca di inviare un piccolo contingente di caccia F-16 a Cipro e delle truppe aggiuntive per rafforzare il contingente greco ELDYK sull'isola.
La Russia inizialmente evitò lo scontro diretto con la Turchia, ma insistette ripetutamente sul fatto che la vendita degli S-300 a Cipro sarebbe avvenuta senza interferenze. Di conseguenza, la Turchia chiese ai suoi partner strategici della NATO, compresi gli Stati Uniti, di essere rassicurati sul fatto che non sarebbe stato loro impedito di agire contro la minaccia percepita in caso di necessità.

## Reazioni occidentali
Le minacce turche portarono a una campagna dei paesi occidentali per impedire lo spiegamento del sistema a Cipro per paura di innescare una guerra a Cipro che avrebbe potuto attirare i greci. Inoltre, l'Unione europea avvertì che un rafforzamento militare avrebbe potuto danneggiare la domanda di adesione di Cipro.
Gli Stati Uniti opposero fortemente ai piani di Cipro di installare le armi antiaeree e avvertirono la Turchia di non attaccare. Il portavoce del Dipartimento di Stato degli Stati Uniti dichiarò: "Non è il momento per il governo turco di fare dichiarazioni scatenate e drammatiche, sarebbe completamente fuori dai limiti per la Turchia intraprendere questa azione".

## Ulteriore escalation
Nei mesi precedenti al giugno 1997, le due parti scambiarono retorica politica e propaganda aggressiva mentre tentavano entrambe di giustificare le loro posizioni davanti alla comunità internazionale.
Nel settembre 1997, la marina turca e la guardia costiera turca iniziarono a imbarcare e perquisire navi dirette a Cipro, comprese navi battenti bandiera russa in acque internazionali. La situazione allarmò non solo i greco-ciprioti, ma anche i loro partner economici e militari strategici ad Atene e Mosca, come fu evidenziato dalle dichiarazioni ufficiali nell'ottobre 1997 che indicavano che la Grecia e la Russia avrebbero intrapreso una guerra con la Turchia se Cipro fosse stata attaccata o bloccata.
A dicembre, nei forum dei media greci e ciprioti iniziarono a emergere notizie secondo cui la Russia stava mobilitando una grande forza navale con una portaerei con aerei da guerra a lungo raggio, un incrociatore missilistico guidato e sottomarini d'attacco. La supposizione rilevava che la forza avrebbe avuto due scopi: trasportare missili S-300 e altri articoli militari attraverso le acque greche a Cipro e attaccare la marina turca se avesse tentato di intervenire.

## Disinnesco della crisi
La Cipro greca sollevò la possibilità di annullare il dispiegamento di missili in cambio di una moratoria sui voli su Cipro, ma la Turchia respinse l'idea.
Piuttosto che affrontare la prospettiva politica dell'umiliazione concedendo alle richieste turche di annullare completamente la vendita, Clerides decise infine nel dicembre 1998 che i sistemi missilistici S-300 sarebbero stati inviati a Creta. Apparentemente, la decisione fu presa per garantire che l'accordo con la Russia procedesse a vantaggio economico di quest'ultima e che la Grecia sarebbe stata compensata per la situazione ricevendo la capacità difensiva degli S-300 per Creta. Il governo turco criticò la mossa come un "tentativo cinico" di reindirizzare la capacità missilistica S-300 contro le sue coste e lo spazio aereo sud-occidentali e per fornire la tanto desiderata difesa aerea per le navi e gli aerei greci diretti da Creta a Cipro.
La crisi portò anche alla caduta del governo di coalizione al potere a Cipro.

## Accordo cipriota con la Grecia
Il governo cipriota non riprese mai più seriamente in considerazione il ritorno dei sistemi missilistici di difesa aerea S-300 a Cipro per il timore di danneggiare inutilmente la sua reputazione e posizione nei circoli politici europei. Di conseguenza, nel 2007, i missili furono finalmente e irrevocabilmente venduti alla Grecia in cambio di articoli militari alternativi, finalizzati a costituire una quantità significativa di sistemi missilistici TOR-M1 a corto raggio e da un tipo non divulgato di sistemi missilistici di difesa aerea a medio raggio. La Grecia fornì anche a Cipro dodici obici d'artiglieria semoventi da 155 mm come canone parziale per l'uso degli S-300 tra il 1999 e il 2006.

## Test missilistico
Il sistema missilistico fu testato a Creta, per la prima volta dalla sua acquisizione, il 13 dicembre 2013.
Secondo i rapporti, che non vennero confermati né dalla Grecia né da Israele, la Grecia attivò l'S-300 durante alcune esercitazioni tenute tra i due paesi affinché gli aerei da guerra israeliani si esercitassero, testassero e imparassero le capacità del sistema. Tuttavia un funzionario greco affermò anonimamente che la Grecia non consentì a nessun altro paese di testare il sistema.